# Polynesische rat
De Polynesische rat, Pacifische rat, Fijirat of (in het Maori) kiore (Rattus exulans) is een knaagdier dat wijdverspreid is in de Grote Oceaan. Hij is waarschijnlijk door de Polynesiërs meegenomen naar het grootste deel van zijn insulaire verspreiding. Tegenwoordig is hij in Nieuw-Zeeland bijna uitgestorven door concurrentie met andere Rattus-soorten (bruine rat en zwarte rat). Waarschijnlijk is hij alleen op het vasteland van Zuidoost-Azië inheems. Hij wordt ook wel Rattus concolor genoemd.

## Verspreiding
De Pacifische rat komt voor in Oost-Bangladesh, Myanmar, Thailand, Laos, Cambodja, Vietnam, Sumatra, eilanden ten westen daarvan, Java, Borneo, de Christmas-eilanden, Celebes, de Filipijnen, de Molukken, de Kleine Soenda-eilanden, Nieuw-Guinea en omgeving, twee eilanden voor de kust van Australië (niet op het vasteland), Micronesië, Nieuw-Zeeland en Polynesië, inclusief Hawaï. Ze kunnen geen lange afstanden zwemmend overbruggen en aangenomen wordt dan ook dat ze zijn overgebracht door de mensen tijdens de grote migraties, waarbij de Polynesiërs ze bewust of onbewust meenamen en daardoor introduceerden op de eilanden. Volgens sommigen heeft de soort zich echter op natuurlijke wijze verbreid.

## Uiterlijk
De Polynesische rat ziet er hetzelfde uit als de zwarte rat, maar is veel kleiner; het is een van de kleinste soorten van het geslacht Rattus. De rat wordt gemiddeld 11–13 cm lang, met een staart van 12–15 cm. Op kleinere eilanden is de rat echter kleiner, en Nieuw-Zeelandse dieren zijn groter. De huidskleur is grijsbruin op de rug en lichtgrijs aan de onderzijde.

## Gedrag en schade voor de natuur
Het is een nachtdier en een omnivoor en evenals de zwarte rat een slechte zwemmer. Zijn voedsel bestaat uit zaden, fruit, bladeren, schors, insecten, hagedissen, jonge vogels en vogeleieren. Het is een goede klimmer en maakt zijn nest soms in de bomen.
In een geschikte omgeving plant het zich het hele jaar voort, waarbij het vrouwtje tot dertien nesten van twee tot vijf jongen (rittens), produceert. Drie nesten is echter normaal in het wild.
Omdat de soort een probleem vormt voor de soms zeldzame vogelpopulaties op (afgelegen) eilanden, wordt ze soms actief bestreden. Voorbeelden van uitroeiingscampagnes zijn op Oeno en Henderson.

## Gevaar voor de mens
Het dier kan een drager zijn van een aantal ziektes, waaronder de pest en het zeldzame leptospirose (rattenziekte).

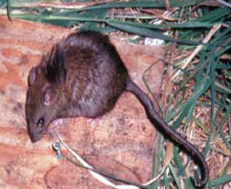